# Björneborgs gamla begravningsplats

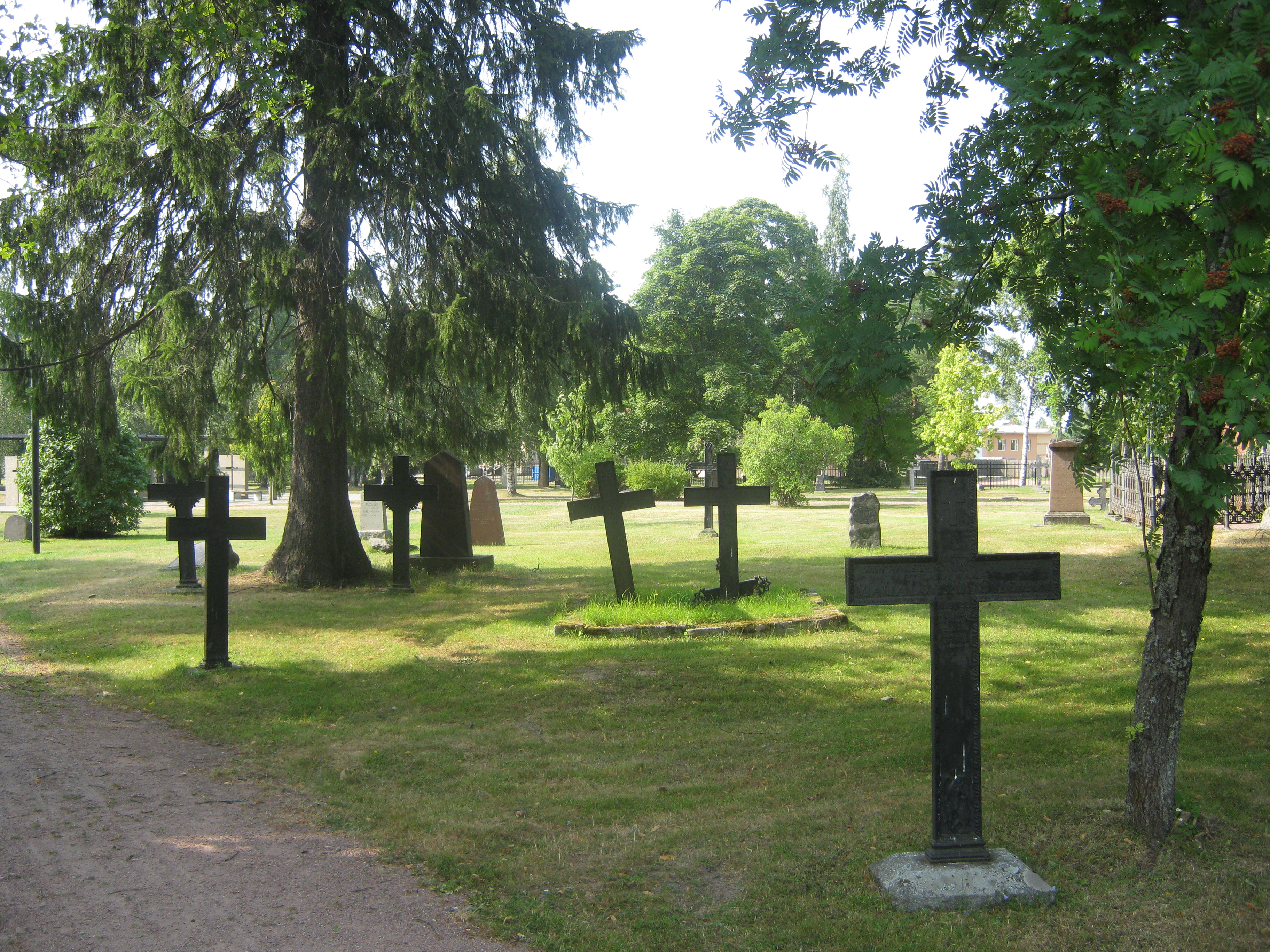
Järnkors på gamla begravningsplatsen.

Björneborgs gamla begravningsplats (fi. Porin vanha hautausmaa) är en begravningsplats i staden Björneborg i landskapet Satakunda. Den ligger vid Björneborgs vattentorn. Begravningsplatsen invigdes av kyrkoherde Fredrik Lebell den 11 juni 1809. I år 1884 togs den ur bruk. Efter det fått man begrava på begravningsplatsen bara med tillstånd av Senaten för Finland och senare av utbildningsministeriet. De senaste minnesmärkena är från 1960-talet.